# Gare d'Huriel
La gare d'Huriel est une gare ferroviaire française de la ligne de Montluçon à Saint-Sulpice-Laurière située sur le territoire de la commune d'Huriel dans le département de l'Allier en région Auvergne-Rhône-Alpes.
C'est une halte voyageurs de la Société nationale des chemins de fer français (SNCF) desservie par des trains TER Nouvelle-Aquitaine.

## Situation ferroviaire
Établie à 332 mètres d'altitude, la gare d'Huriel est située au point kilométrique (PK) 337,614 de la ligne de Montluçon à Saint-Sulpice-Laurière, entre les gares ouvertes de Montluçon-Ville et de Lavaufranche.

## Fréquentation
De 2023 à 2015, selon les estimations de la SNCF, la fréquentation annuelle de la halte s'élève aux nombres indiqués dans le tableau ci-dessous.
| Année     | 2023 | 2022 | 2021 | 2020 | 2019 | 2018 | 2017 | 2016 | 2015 |
| --------- | ---- | ---- | ---- | ---- | ---- | ---- | ---- | ---- | ---- |
| Voyageurs | 506  | 34   | 15   | 6    | 26   | 24   | 112  | 150  | 120  |

## Service des voyageurs

### Desserte
Elle est desservie par les trains TER Nouvelle-Aquitaine (ligne de Limoges-Bénédictins à Montluçon-Ville).

### Intermodalité
Un parking se trouve devant l’ancien bâtiment voyageur.